# Laüs
Laüs (en grec antic Λᾶος) era una ciutat de la costa oest de Lucània a la boca del riu del mateix nom que feia de frontera entre Lucània i Brútium.
Va ser una ciutat grega, colònia de Síbaris. Heròdot diu que els ciutadans de Síbaris que van sobreviure a la destrucció de la ciutat per part de Crotona l'any 510 aC, es van refugiar a Laüs i Skidros. El Periple de Pseudo-Escílax diu que era una colònia de Turis. Es creu que els lucans la van conquerir abans de l'arribada a la zona d'Alexandre I de l'Epir.
Estrabó també diu que era colònia de Síbaris afegeix que era l'última ciutat de Lucània, situada a 400 estadis de Vèlia. La situa entre el golf de Tàlau i Temesa, prop de Ceril·los. Diu que hi havia un riu que portava també el nom de Laüs i prop de la ciutat hi havia un temple dedicat a l'heroi Dracó, un dels companys d'Odisseu. Un oracle havia predit que un gran exèrcit enemic moriria a mans de Dracó de Laüs i Estrabó explica que un exèrcit de grecs del sud d'Itàlia va ser vençut pels lucans. Se suposa que devia ser durant la guerra que hi va haver l'any 389 aC entre Lucània i Turis, segons diu Diodor de Sicília. Els Italiotes van posar setge a Laüs, considerada una ciutat molt rica, que estava ocupada pels lucans, però unes altres tropes dels lucans que van arribar de refresc van encerclar als italiotes en una plana, es va entaular batalla i es diu que van morir més de deu mil italiotes. En temps de Plini el Vell (segle i) la ciutat ja no existia.
L'antic riu Laüs es diu avui Lao o Laino i desaigua al golf de Policastro que antigament també es deia golf de Laüs.